# Uschi Obermaier
Uschi Obermaier (24 de septiembre de 1946 en Múnich) es una exmodelo y actriz alemana. Junto con otros, fue protagonista del movimiento de izquierda en Alemania en 1968. Se considera un icono sexual, símbolo de la llamada "generación de 1968", y ha sido nombrada la "diosa Hippie de la revolución sexual".

## Biografía
Uschi Obermaier nació en Sendling, un suburbio de Munich, Alemania. Fue descubierta por la revista Twen. Luego de una exitosa sesión fotográfica con Guido Mangold en Camerún, Uschi se convirtió en una modelo famosa a nivel internacional, y empezó a trabajar para revistas famosas y fotógrafos reputados como Helmut Newton.
Fue miembro de la comunidad artística experimental Amon Düül entre 1968 y 1969. Conoció al activista Rainer Langhans en un concierto en 1968 y se trasladó a Berlín para alojarse en la sede de la organización Kommune 1 tras empezar un noviazgo con Langhans. Eran totalmente abiertos con los medios sobre su relación, convirtiéndose en símbolos de la revolución sexual. Se convirtieron en la versión alemana de John Lennon y Yoko Ono.
Obermaier no era vista por la mayoría en la oposición como una de sus activistas, pues no participó en las campañas feministas radicales, como otras mujeres y amigos de la Kommune 1. Fue conocida por sus apariciones en revistas como la alemana Stern, en la que apareció totalmente desnuda y fumando marihuana.
Obermaier fue probablemente la más conocida groupie alemán de la década de 1960. Fue brevemente miembro de la banda Amon Düül, y se dice que han tenido romances con Keith Richards, Mick Jagger y Jimi Hendrix.